# 荒田別
荒田別（あらたわけ、生没年不詳）は、『日本書紀』等に伝わる古墳時代の人物。表記は荒田別命、大荒田別命とも。
上毛野君の遠祖で、神功皇后・応神天皇（第15代）の時に朝鮮へ派遣されたという武将である。

## 記録
『日本書紀』神功皇后49年3月条によると、鹿我別とともに将軍に任じられ新羅征討に参加した。神功皇后50年2月条に帰国した旨が記される。
同書応神天皇15年8月条では、巫別とともに百済に派遣され、翌年王仁を連れて帰っている。この条において、荒田別と巫別は「上毛野君の祖」と記載されている。
また『新撰姓氏録』の記載では、上毛野田道の父とする。『日本書紀』において田道は竹葉瀬の弟である旨があり、毛野氏族の系図でも竹葉瀬は荒田別の子と伝わる。
『続日本紀』延暦9年（790年）7月の津連真道らの上表においても荒田別の百済派遣の旨が見えるほか、『住吉大社神代記』でも新羅征討の説話において荒田別の名が記載されている。

## 後裔氏族
『新撰姓氏録』では、次の氏族が後裔として記載されている。
- 皇別
  - 右京 大野朝臣 - 同豊城入彦命四世孫の大荒田別命の後。
  - 右京 田辺史 - 豊城入彦命四世孫の大荒田別命の後。
  - 右京 佐自努公 - 同上。
  - 大和国 広来津公 - 下養公同祖。豊城入彦命四世孫の大荒田別命の後。
  - 河内国 止美連 - 尋来津公同祖。豊城入彦命の後。四世孫荒田別命男の田道公、（以下略）。
- 未定雑姓
  - 河内国 伊気 - 豊城入彦命四世孫の荒田別命の後。

## 考証
『新撰姓氏録』に記載される氏族の多くは河内を根拠としていることから、荒田別は王仁の子孫とする河内の史系氏族の伝承上の人物であると推定する説がある。また、これを基に河内から毛野地方への氏族移住の説もある。
神功皇后の新羅侵攻に関しては史実の妥当性に疑問を投げ掛ける声があり、これに従えば荒田別の存在も確かではないが、早い段階で関東の勢力の中に朝鮮との外交に携わった者がいたことは認めてよいと主張する者もいる。
また「あらた」の読みから、上野国新田郡（現・群馬県太田市周辺）と関連づける説があり、当地に存在する東日本最大の古墳である太田天神山古墳の被葬者であると主張する者がいる。